# Muurkrant

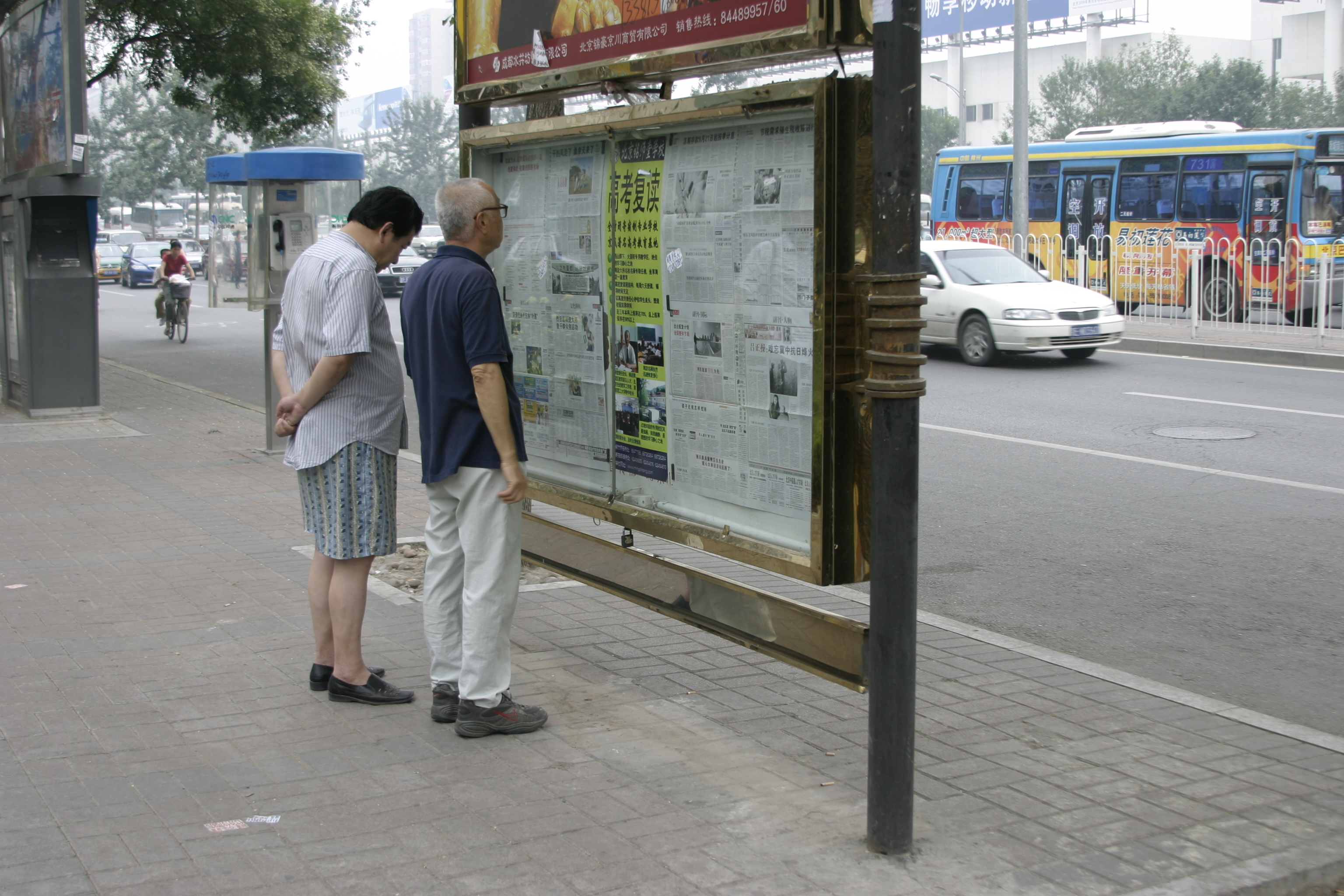
Straatnieuws in Peking, 2005

Een muurkrant is een soort krant die aan de wand wordt gepresenteerd. Hij is bedoeld om informatie of meningen te verspreiden. Meestal worden bepaalde thema's door niet-journalisten kritisch behandeld in de vorm van korte artikelen en afbeeldingen. Een muurkrant kan op straat aangeplakt zijn, maar ook op werkplekken of scholen. Gewoonlijk wordt hij staande gelezen.
De eerste muurkranten werden gemaakt door de Romeinen, zij gebruikten openbare plekken om pamfletten met nieuws op te hangen. In de beginjaren van de Sovjet-Unie waren muurkranten ook een publicatiemiddel. Het gebruik verspreidde zich daarna over alle communistische landen. Muurkranten zijn aan het begin van de eenentwintigse eeuw in de Volksrepubliek China nog steeds in gebruik. Hier wordt het een dazibao genoemd, wat poster met grote karakters betekent.
Muurkranten worden wel als leermiddel bij opleidingen gebruikt, vaak in de vorm van groepsopdrachten.